# TV3 (Dänemark)

Logo TV3 Dänemark 2009–2013

TV3 ist ein dänischer Fernsehsender, der 1987 gegründet wurde und zur Nordic Entertainment Group, einer Ausgründung der Modern Times Group, gehört. Es werden größtenteils US-amerikanische Sendungen ausgestrahlt wie Bones – Die Knochenjägerin, Two and a Half Men, Prison Break, Dr. Phil und Navy CIS. Dänische Sendungen bei TV3 sind die Seifenoper 2900 Happiness, die Comedy Gu'skelov du kom oder auch die dänische Version von 1 gegen 100.
Im Sport werden auch Länderspiele der dänischen Fußballnationalmannschaft übertragen; die Übertragungsrechte teilt sich der Sender mit TV2.